# Дриопы
Дриопы (др.-греч. Δρυόπες) — в древнегреческой мифологии и архаической истории племя. Из царей дриопов известны Дриоп, Меланей, Лаогор, Феодамант и Филант (см. также Мифы Фессалии).
Согласно преданию, Геракл победил их и посвятил Аполлону, после чего отвел по оракулу Аполлона в Асину (Арголида). Много позже они были изгнаны аргивянами и переселились в Лакедемон, через поколение после этого участвовали в Мессенской войне.